# Mythicomyia armata
Mythicomyia armata is een vliegensoort uit de familie van de Mythicomyiidae. De wetenschappelijke naam van de soort is voor het eerst geldig gepubliceerd in 1915 door Cresson.